# Volkswagen Passat R36
De Volkswagen Passat R36 is de topversie van de Volkswagen Passat van de Duitse automobielconstructeur Volkswagen. De Afkorting R36 slaat op de cilinderinhoud van de motor (3,6-liter) en dat het om een sportversie gaat. De Passat R36 is gebaseerd op de Passat 3.6 die al een tijdje in Verenigde Staten verkrijgbaar is met 280 pk.

## Aandrijflijn
De Passat R36 wordt aangedreven door een 3,6-liter VR6-motor met directe benzineinspuiting (FSI) die hij deelt met onder andere de Audi Q7, Porsche Cayenne en Volkswagen Touareg. In de R36 levert dit blok 300 pk en 350 Nm (tussen 2.400 en 5.300 tpm). De auto is standaard voorzien van een 6-traps DSG automatische versnellingsbak die het vermogen naar de eveneens standaard 4motion vierwielaandrijving overbrengt. Met dit alles sprint de Limousine/Berline in 5,6 seconden van 0 naar 100 km/u. De Variant doet er twee tienden langzamer over en sprint in 5,8 seconden naar de 100 km/u. Bij 250 km/u moest de auto elektronisch ingedamd worden.